# Peepul Centre (Leicester)
Peepul Centre – ośrodek kulturalny w mieście Leicester w Wielkiej Brytanii zaprojektowany przez polskiego architekta Andrzeja Błońskiego, otwarty w 2005 r. Koszt budowy ośrodka wyniósł 15 milionów funtów.
Projekt ośrodka powstał w 1990 roku z inicjatywy Belgrave Baheno.
W budynku mieści się audytorium, studio tańca, teatr, kawiarnia internetowa, siłowania, sala konferencyjna, kawiarnia, restauracja.
Ośrodek gościł Premiera Wielkiej Brytanii Gordona Browna oraz polityków Partii Pracy podczas kampanii wyborczych.